# General MacArthur
General MacArthur ist eine philippinische Stadtgemeinde in der Provinz Eastern Samar. Sie hat 14.550 Einwohner (Zensus 1. August 2015).

## Baranggays
General Macarthur ist politisch in 30 Baranggays unterteilt.
| - Alang-alang - Binalay - Calutan - Camcuevas - Domrog - Limbujan - Magsaysay - Osmeña - Pingan - Poblacion Barangay 1 - Poblacion Barangay 2 - Poblacion Barangay 3 - Poblacion Barangay 4 - Poblacion Barangay 5 - Poblacion Barangay 6 | - Poblacion Barangay 7 - Poblacion Barangay 8 - Laurel - Roxas - Quirino - San Isidro - San Roque - Santa Cruz (Opong) - Santa Fe - Tugop - Vigan - Macapagal - Aguinaldo - Quezon - Tandang Sora |